# Charles Hapgood
Charles Hutchins Hapgood (New York, 17 maggio 1904 – Greenfield, 21 dicembre 1982) è stato uno storico statunitense.
È stato ideatore della cosiddetta teoria dello slittamento polare (Pole Shift Theory), ipotesi secondo la quale i poli della Terra tendano a spostarsi nel tempo. In altre parole i poli sono stati e, in futuro, saranno in posizioni differenti. La teoria non è mai stata accettata dalla maggior parte degli studiosi. Nonostante la stima sincera di Albert Einstein, che ne redasse anche la prefazione della sua prima pubblicazione sull'argomento e con il quale intrattenne un proficuo rapporto epistolare, Hapgood e le sue teorie sono stati emarginati dalla comunità scientifica a lungo.
Solamente a partire dai tardi anni '70 del secolo scorso le idee dell'autore hanno conosciuto nuova notorietà grazie ad un gruppo di studiosi indipendenti (Graham Hancock, Colin Wilson, Rand Flem-Ath, John Anthony West, solo per citarne alcuni) autori di numerosi libri talvolta sconfinanti in teorie riconducibili alla pseudoscienza della archeologia misteriosa.

## Biografia
Hapgood ha ricevuto un master universitario dalla Harvard University nel 1932 in storia medievale e moderna. Il suo Dottorato in filosofia sulla rivoluzione francese è stato interrotto dalla Grande depressione. Ha insegnato per un anno in Vermont, ed è anche stato Segretario esecutivo della commissione delle arti sotto Franklin Roosevelt. Durante la Seconda guerra mondiale, Hapgood ha lavorato per la COI (che poi diventerà Office of Strategic Services (OSS) e ancora successivamente il Central Intelligence Agency (CIA)), poi per la Croce Rossa, e alla fine ha lavorato come ufficiale di collegamento tra la Casa Bianca e l'ufficio del Segretario di Guerra.
Dopo la Seconda guerra mondiale, Hapgood ha insegnato antropologia allo Springfield College nel Massachusetts. Era persuaso della necessità di coinvolgere al massimo i suoi studenti; per questo, quando uno di loro, Henry Worrington, pose una domanda riguardo al continente perduto di Mu, Hapgood propose la realizzazione di un progetto di classe sulla ricerca delle prove circa l'effettiva esistenza dello stesso in tempi passati. Una volta conclusa e relazionata in aula la ricerca, e constatata l'inconsistenza delle prove suffraganti l'esistenza di un continente scomparso nell'Oceano Pacifico, l'interesse di Hapgood e dei suoi studenti si spostò su di un'analoga ricerca riguardante Atlantide, il continente scomparso dettagliatamente descritto da Platone in due suoi differenti dialoghi (Timeo e Crizia).
Tutto ciò portò al compimento di studi sui modi in cui possano avvenire veri e propri sconvolgimenti geografici e climatici della superficie terrestre, sfociati nella pubblicazione dei suoi testi più famosi, Earth's shifting crust e Maps of the ancient sea kings. Nel 1958 Hapgood ha pubblicato il suo primo libro The Earth's Shifting Crust. La prefazione è stata scritta da Albert Einstein, prima della sua morte avvenuta nel 1955. In questo libro, e nei due successivi, Maps of the Ancient Sea Kings (1966) and The Path of the Pole (1970), Hapgood propone una teoria radicale secondo cui gli assi terrestri hanno più volte subito cambiamenti durante le ere geologiche. Questa teoria non è accettata dai geologi ortodossi. Hapgood è morto dopo essere stato investito da un'automobile nel 1982.
Il libro Maps of the Ancient Sea Kings mostra numerose mappe di archivio, compresa la Mappa di Piri Reìs, che secondo le teorie di Hapgood mostra gran parte delle coste dell'Antartide scoperta dai ghiacci e di altre terre allora inesplorate (la costa occidentale dell'America ed il suo interno), e che dunque porta alla forzata supposizione dell'esistenza di una civiltà marittima mondiale in tempi protostorici. La localizzazione della sede di questa supposta civiltà tecnologicamente progredita è il tema centrale del libro "When the sky fell - La fine di Atlantide" (Corbaccio - 1995), scritto a quattro mani dallo studioso canadese Rand Flem-Ath con sua moglie Rose.